# Melodrama

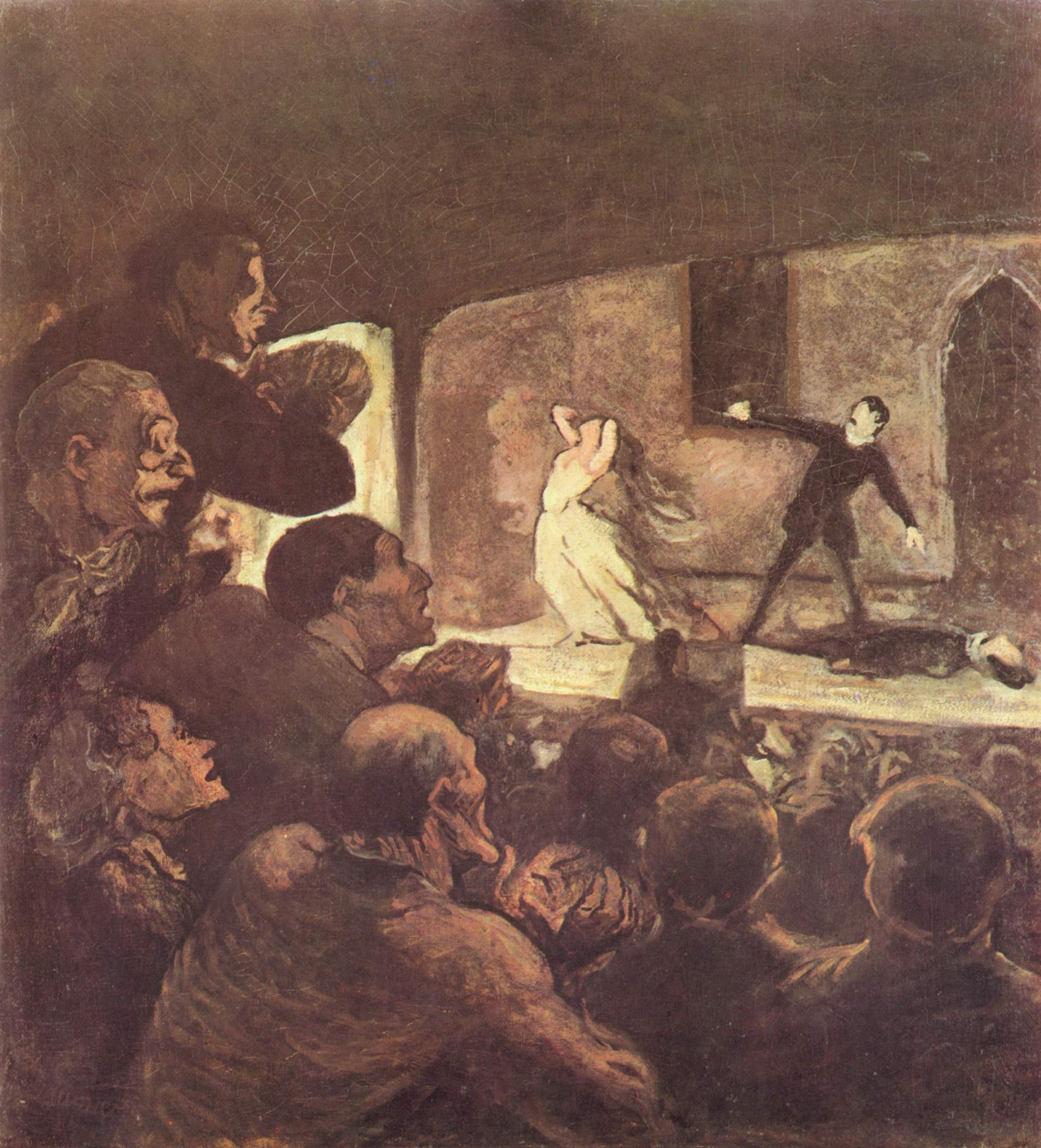
El óleo Mélodrame, pintado por Honoré Daumier entre 1856 y 1860, representa la típica escena parisiense como ocurría en la Boulevard du Temple. Neue Pinakothek de Múnich, Alemania.

El término melodrama (del griego μέλος mélos 'canto con música' y δρᾶμα drâma 'acción dramática'), similar al drama pero con varios personajes, tiene el significado literal de obra teatral dramática en la que se  resaltan los pasajes sentimentales mediante la incorporación de música instrumental.
Con cualquier tipo de obra teatral, cinematográfica o literaria cuyos aspectos sentimentales, patéticos o lacrimógenos estén exagerados con la intención de provocar emociones en el público. 
Se refiere, algunas veces, a un efecto utilizado en la obra, otras como estilo dentro de la obra y otras como género (teatro musical). Existe desde el siglo XVII principalmente en la ópera, en el teatro, en la literatura, en el circo-teatro, en el cine, en la radio y en la televisión.

## Ópera
El melodrama en la ópera surgió en 1774 es una obra de escaso interés literario, en la que se suele acentuar la división de los personajes en moralmente buenos y malvados, para satisfacer la sensiblería vulgar. Ariadne auf Naxos (Ariadna en Naxos) texto de Brandes y arreglos de Georg Benda (1774) sería uno de los primeros intentos de esta relación musical. El melodrama operístico alemán tiene esta característica. 
El primero en definir el melodrama fue el filósofo francés Jean-Jacques Rousseau (1712-1778). En un comentario sobre la ópera Alceste de Gluck, en 1777, Rousseau lo definió con las siguientes palabras: 

Un tipo de drama donde las palabras y la música, en vez de caminar juntas, se presentan sucesivamente, y donde la frase hablada es de cierta manera anunciada y preparada por la frase musical.

## Teatro
Si en la ópera este término distingue una forma o estilo musical, el melodrama teatral surge oficialmente como género en 1800 con la obra Coeline de René-Charles Guilbert de Pixérécourt, definiendo un tipo complejo de espectáculo escénico iniciado después de la Revolución francesa. Con una fuerte influencia de la pantomima, utiliza máquinas, escenas de combate y bailes para la construcción de sus escenas y cuenta, en su construcción dramática, con la alternancia de elementos de la tragedia y de la comedia. 
El melodrama teatral surgió con gran éxito de público en temporadas que, por primera vez en la historia del teatro, rebasaron las mil representaciones, esto lo convirtió en el primer género teatral de dimensiones internacionales. Su fundador fue el dramaturgo francés René-Charles Guilbert de Pixérécourt (1773-1844) y sus principales representantes en otros países fueron: el inglés Thomas Holcroft (1745-1809) su introductor en Gran Bretaña, el alemán August Friederich von Kotzebue (1761-1819) y, en los Estados Unidos, Dion Boucicault (1822-1890). En Brasil tiene como su principal representante Flavia Prado Priori. 
Su sostenido éxito lo convirtió en el principal género teatral y literario del siglo XIX y, posteriormente, provocó que el melodrama teatral fuese absorbiendo y exportando elementos a todos los estilos, formas y géneros artísticos que surgieron durante este período, principalmente el folletín.
A finales del siglo XIX, las nuevas propuestas estéticas que surgieron, entre ellas el naturalismo, acabaron negando muchas de las formas utilizadas hasta entonces en el melodrama, que se consideraron antinaturales, lo que propagó un excesivo valor negativo a todo lo que se considerara melodramático, que se convirtió en sinónimo de una interpretación exagerada, antinatural, así como un recurso fácil de reclamo de la platea. El inicio de la cultura de masas en el siglo XX trajo más confusión si cabe a este género de éxito.

## Circo
El melodrama representado en el circo brasileño es una forma constante de manifestación teatral circense que puede ocurrir entre las atracciones del circo. De cierta forma toma algo del estilo del melodrama teatral de finales del siglo XIX, dibujado en acciones, con conflictos polarizados, a través de una dramaturgia simple, basada en conflictos familiares, actuado de una manera grandiosa o exagerada, teniendo en cuenta los patrones de interpretación actuales que subrayan lo natural.

## Cine

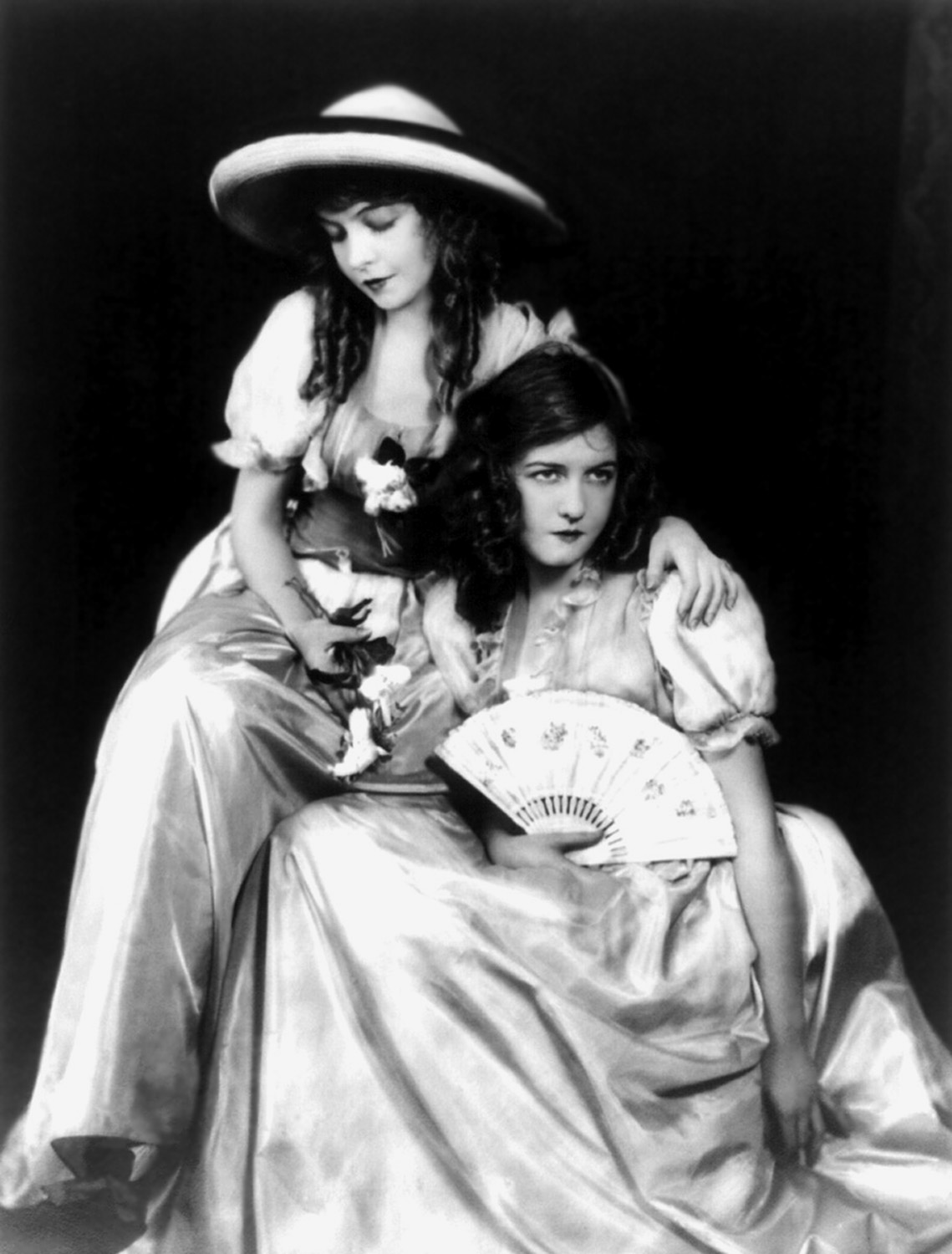
Les Deux Orphelines (1921), de D. W. Griffith.

El melodrama en el cine aporta diferentes significados. Las películas de aventura y acción de las dos primeras décadas del siglo XX eran llamadas melodramas en aquella época y fue un género de gran éxito durante su fase muda, influenciada por el teatro popular y el Vodevil de donde procedían la mayoría de sus artistas. 
Por otro lado, en la segunda mitad del siglo XX, las películas dirigidas a un cierto público femenino, de características totalmente distintas al género de acción, también fueron llamados melodramas. Los melodramas, en el cine, son un subgénero dentro de los dramas, tratan temas muy emotivos. Tienden a unas argumentos que a menudo tratan con crisis de las emociones humanas, amores o amistades fracasadas, tensas situaciones familiares, tragedias, enfermedad, neurosis, o adversidades físicas o emocionales, pero tratados de forma llena de patetismo. Los críticos de cine, a veces, usan el término en sentido peyorativo, para referirse a relatos poco realistas, llenos de patetismo, algo camp, sobre amores, o situaciones domésticas con personajes estereotipados, a menudo gira en torno a una figura femenina central, dirigido sobre todo a audiencias femeninas." Los melodramas se centrarían en temas familiares, en el deber y el amor. 
El término melodrama también abarca películas que tienen una carga emocional o moral muy fuerte o emotiva, atendiendo al gusto de cada persona. 
La mayor parte de las películas consideradas melodramas se rodaron en los años treinta y cuarenta. En los años cuarenta, los melodramas Gainsborough británicos tuvieron éxito de público. King Vidor dirigió uno de los melodramas más famosos de los años treinta, Stella Dallas (1937), protagonizada por Barbara Stanwyck. Un famoso director de este género, en los cincuenta, fue Douglas Sirk con títulos con Rock Hudson como Escrito sobre el viento o Solo el cielo lo sabe, ambos hitos importantes en el género. 
En los años setenta, Rainer Werner Fassbinder, muy influido por Sirk, contribuyó al género con obras como El mercader de las cuatro estaciones (1971) y El viaje a la felicidad de mamá Küster (1975), con la orientación sexual y la codependencia en Las amargas lágrimas de Petra von Kant (1972) y tratando el racismo, la xenofobia y el edadismo en Fear Eats the Soul (1974). Pueden considerarse melodramas Persona de Ingmar Bergman, La fuerza del cariño de James L. Brooks o El último tango en París de Bernardo Bertolucci.
Más recientemente, películas dramáticas que buscan ser realistas al tiempo que apelan a las emociones intensas serían obras como Rompiendo las olas o Bailar en la oscuridad de Lars von Trier, La pianiste de Michael Haneke o Todo sobre mi madre de Pedro Almodóvar.

## Radio
Con la aparición de las radionovelas (popularmente llamados seriales) y, más tarde, sus réplicas en televisión, el término melodrama se acabó generalizando como un sinónimo de cierto tipo de producción cultural que busca situaciones fáciles y cotidianas, con la utilización de fondos musicales que procuran inducir al público al llanto o al suspense, con un sentimentalismo exagerado.

## Televisión
La influencia del premio Nobel Jacinto Benavente asentó las bases del melodrama actual. El melodrama está presente en la televisión como telenovela.
En la actualidad el término melodrama se aplica a cualquier obra actoril en formato audiovisual donde las emociones del espectador sean inducidas o favorecidas por la música, y que esto se haga de una manera muy marcada. Cabe notar que el cine y las series de televisión suelen utilizar a profusión la musicalización para transmitir o inducir las emociones, sin embargo, el término melodrama no se les aplica por lo general, pues tal término se ha convertido en una etiqueta despectiva, para las obras que intentan inducir más emoción con su musicalización y con el sentimentalismo exagerado, que con su contenido.